# Écaussinnes-Lalaing
Écaussinnes-Lalaing (wa. El Pitit Scåssene) – dzielnica (section) gminy Écaussinnes w Belgii, w Regionie Walońskim, w prowincji Hainaut, w okręgu Soignies. 1 stycznia 2020 roku liczyła 1137 mieszkańców. Do 31 grudnia 1976 r. samodzielna gmina. 

## Demografia
Liczba mieszkańców, stan na 1 stycznia:
| Rok                | 1930 | 1947 | 1961 | 2020 |
| ------------------ | ---- | ---- | ---- | ---- |
| Liczba mieszkańców | 1169 | 1058 | 1045 | 1137 |